# Alan Brown (brigadir)
Alan Ward Brown, britanski general, * 8. julij 1909, † 1. september 1971.